# Efecte Pauli

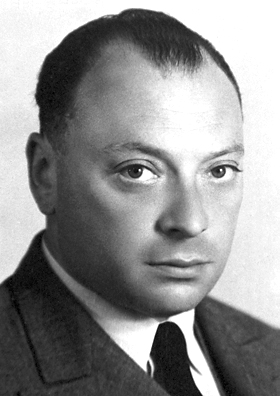
Retrat de Wolfgang Pauli, formulador de la teoria.

L'Efecte Pauli és una expressió irònica a l'aparentment misteriosa fallada d'equipament tècnic en presència de determinada gent, especialment físics teòrics. El nom prové del físic teòric austríac Wolfgang Pauli.
No s'ha de confondre l'Efecte Pauli amb el Principi d'exclusió de Pauli, que és un fenomen físic real.

## Història
Des del Segle XX, el treball d'investigació dels físics s'ha dividit entre teòrics i experimentadors (veure mètode científic). Només un grapat de físics, com Fermi, han tingut succés a ambdues àrees. Degut a la falta d'habilitat i experiència al treball experimental, alguns teòrics s'han guanyat la reputació d'espatllat equips experimentals.
Pauli era excepcional en aquest aspecte: es diu que era tan bon teòric, que la seva mera presència era suficient perquè els experiments es destruïssin. Per por l'Efecte Pauli, el físic experimental alemany-americà Otto Stern va prohibir l'entrada al seu laboratori a Pauli malgrat la seva amistat.
Una famosa anècdota va ocórrer al laboratori de física de la Universitat de Göttingen. Un car aparell de mesura, sense raó aparent, va deixar sobtadament de funcionar. Òbviament, el cap de la investigació va concloure que havien estat víctimes de l'Efecte Pauli; però com algú va replicar això no era possible, car Pauli era camí de Zúric. Quan li van explicar la història a Pauli, però, Pauli va confessar que de fet ell era en aquell moment a Göttingen, esperant a l'estació un canvi de tren.
L'Efecte Pauli, si fos cert, seria classificat com un fenomen "macro-psicocinètic". Wolfgang Pauli estava però, segons el seu biògraf Enz, convençut de què l'efecte era real - Markus Fierz, un col·lega proper, diu: "El mateix Pauli creia fermement en el seu efecte". Com que Pauli considerava la parapsicologia un tema seriós d'investigació, això encaixaria amb el seu pensament científic.
Al Febrer de 1950, trobant-se a la Universitat de Princeton, el ciclotró es va incendiar, i es va preguntar si aquest fet es devia a l'Efecte Pauli.
(anglès) L'Efecte Pauli a la inauguració de l'Institut C.G. Jung a Zuric, 1948 Arxivat 2007-07-03 a Wayback Machine., propicià que Pauli escrivís l'article "Rerefons a la Física", on prova de trobar relacions complementàries entre la física i la psicologia profunda.

## Publicacions Relacionades
- Enz, Charles, P. (2002): No Time to be Brief: A scientific biography of Wolfgang Pauli, Oxford Univ. Press. (anglès)